# 真砂石三郎
真砂石 三郎（まさごいわ さぶろう、1897年12月14日 - 1944年3月7日）は、宮城県栗原郡栗駒町（現栗原市）出身で尾車部屋、峰崎部屋、片男波部屋、伊勢ノ海部屋に所属した大相撲力士。本名は石川 三郎治。174cm、85kg。最高位は東前頭5枚目。

## 来歴
1916年5月尾車部屋より初土俵、その後兄弟子の三杦磯と行動をともにした。1920年5月十両昇進。1922年1月入幕し、この場所は優勝旗手を務めた。立合いの駆け引きがうまく、よく言えば「後の先」、悪く言えばペテン立ちの傾向があった。1927年10月に廃業してブラジルに渡り、料理店を経営。またブラジル相撲協会を立ち上げた。

## 成績
- 幕内12場所49勝62敗15休2分
- 通算25場所90勝73敗15休6分預
- 優勝旗手1回（1922年1月）
- 三段目優勝1回（1919年1月）、序ノ口優勝1回（1917年5月）

### 場所別成績
| 1916年 （大正5年） | x                          | x                        | （前相撲）              | x                       |
| 1917年 （大正6年） | 新序 3–0                   | x                        | 東序ノ口30枚目 優勝 5–0 | x                       |
| 1918年 （大正7年） | 西序二段45枚目 4–1         | x                        | 東三段目50枚目 4–0 1分  | x                       |
| 1919年 （大正8年） | 東三段目8枚目 優勝 4–0 1預 | x                        | 東幕下32枚目 4–1        | x                       |
| 1920年 （大正9年） | 西幕下7枚目 4–0 1分        | x                        | 西十両9枚目 3–1 1分     | x                       |
| 1921年 （大正10年） | 東十両5枚目 3–2            | x                        | 西十両3枚目 7–3         | x                       |
| 1922年 （大正11年） | 西前頭13枚目 8–2 旗手      | x                        | 東前頭5枚目 4–5 1分     | x                       |
| 1923年 （大正12年） | 西前頭8枚目 5–5            | x                        | 東前頭10枚目 2–5–4      | x                       |
| 1924年 （大正13年） | 東前頭15枚目 5–4 1分       | x                        | 西前頭8枚目 4–7         | x                       |
| 1925年 （大正14年） | 西前頭10枚目 5–6           | x                        | 東前頭9枚目 6–5         | x                       |
| 1926年 （大正15年） | 東前頭5枚目 4–7            | x                        | 西前頭5枚目 4–7         | x                       |
| 1927年 （昭和2年） | 東前頭13枚目 2–9           | 東前頭13枚目 休場 0–0–11 | 東十両2枚目 0–3–8       | 西十両2枚目 引退 0–0–11 |
| 各欄の数字は、「勝ち-負け-休場」を示す。 優勝 引退 休場 十両 幕下 三賞：敢=敢闘賞、殊=殊勲賞、技=技能賞 その他：★=金星 番付階級：幕内 - 十両 - 幕下 - 三段目 - 序二段 - 序ノ口 幕内序列：横綱 - 大関 - 関脇 - 小結 - 前頭（「#数字」は各位内の序列） |                            |                          |                         |                         |

## 改名
陸奥ノ山→真砂石（1924年5月）